# BMW Z1
BMW Z1 (BMW:s chassikod: E30) är en sportbil, tillverkad av den tyska biltillverkaren BMW mellan 1989 och 1991.
BMW Z1 presenterades som konceptbil på bilsalongen i Frankfurt 1987. Den gick i produktion i stort sett oförändrad två år senare. Z1:an delade mycket av tekniken, som motor, växellåda och framvagn med BMW 325. Modellen kännetecknas av de speciella dörrarna, som öppnas genom att skjutas ner i golvet. Det går även att köra bilen med dörrarna öppna. Karossen är gjord av glasfiberarmerad plast och alla karosspaneler är lätt utbytbara. BMW föreslog att kunden köpte till en extrakaross i annan färg och bytte efter behag.

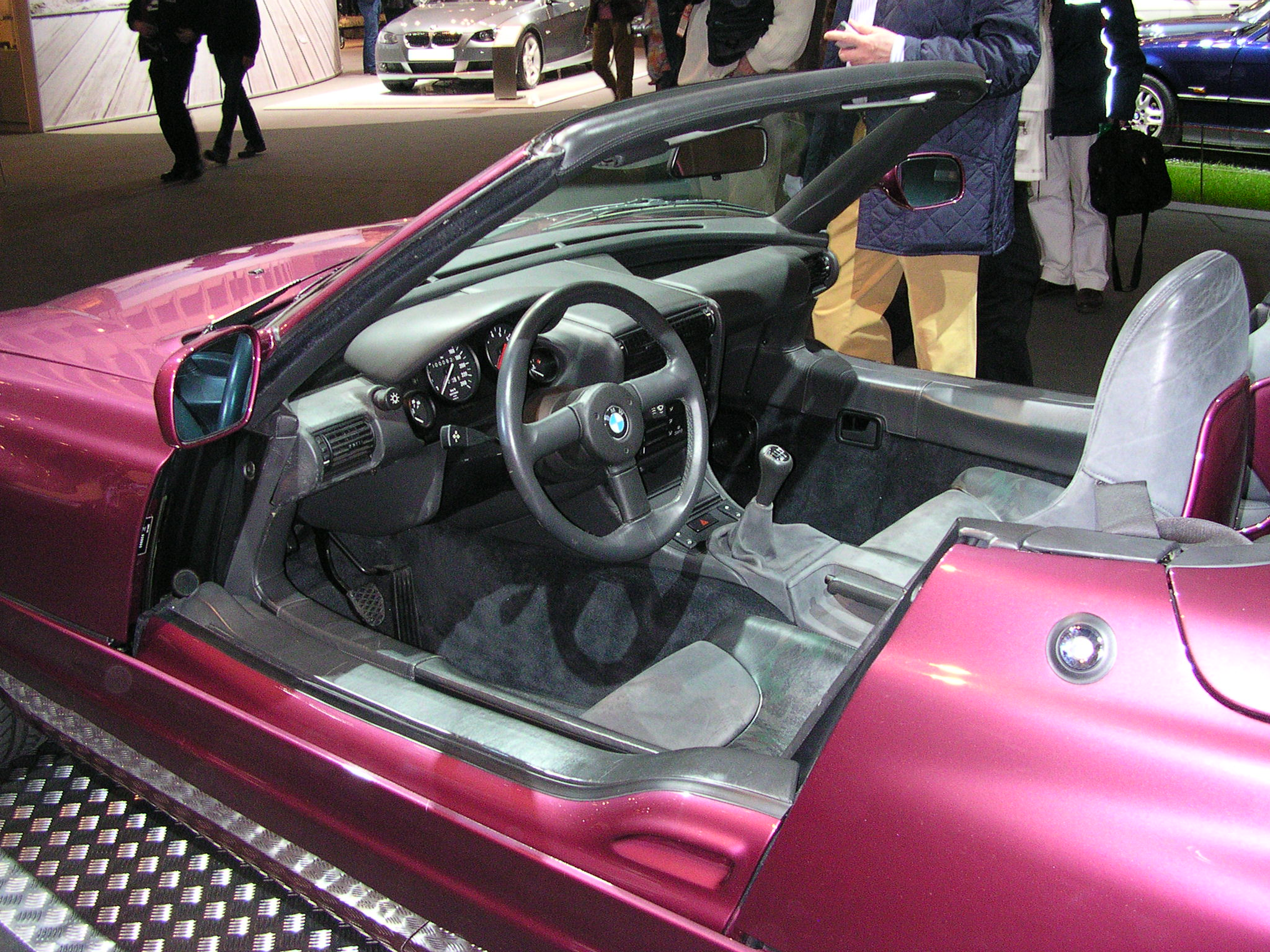
Instrumentbräda